# Robert Arbuthnott, 1. Viscount of Arbuthnott

Wappen der Viscounts of Arbuthnott

Robert Arbuthnott, 1. Viscount of Arbuthnott (* nach 1617; † 10. Oktober 1655) war ein schottischer Adliger und Politiker.

## Leben
Er war der älteste Sohn des Sir Robert Arbuthnott († 1633), 17. Laird von Arbuthnott in Kincardineshire, aus dessen 1617 geschlossener zweiten Ehe mit Margaret Fraser, Tochter des Simon Fraser, 6. Lord Lovat. Beim Tod seines Vaters erbte er 1633 dessen Ländereien als 18. Laird.
Er war ein Unterstützer von König Karl I., der ihn in Anerkennung seiner Loyalität zum Ritter schlug. 1641 war Arbuthnott Ruling Elder der General Assembly der Church of Scotland. Am 16. November 1641 verlieh ihm König Karl I. die schottischen Adelstitel Viscount of Arbuthnott und Lord Inverbervie. Der König versuchte mit dieser und anderen Verleihungen angesichts des drohenden Englischen Bürgerkriegs den Kreis der Royalisten im Parlament zu vergrößern. 1649 war Arbuthnott Mitglied des schottischen Kronrats.

## Ehen und Nachkommen
Spätestens 1639 heiratete er in erster Ehe Lady Marjory Carnegie († 1651), Witwe des William Haliburton of Pitcur, Tochter des David Carnegie, 1. Earl of Southesk. Mit ihr hatte er zwei Kinder:
- Robert Arbuthnott, 2. Viscount of Arbuthnott († 1682), ⚭ (1) 1658 Lady Elizabeth Keith († 1664), Tochter des William Keith, 6. Earl Marischal, ⚭ (2) 1667 Catharine Gordon;
- Hon. Margaret Arbuthnott, ⚭ 1659 Sir John Forbes, 3. Baronet (of Monymusk).

In zweiter Ehe heiratete er 1653 seine Cousine Hon. Catharine Fraser (1619–1663), Witwe des Sir John Sinclair of Dunbeath, Tochter des Hugh Fraser, 7. Lord Lovat. Mit ihr hatte er zwei Kinder:
- Hon. Alexander Arbuthnott of Knox (1654–1705), 1689–1702 Parlamentsabgeordneter für Kincardineshire, ⚭ 1671 Margaret Barclay;
- Hon. Anna Arbuthnott, ⚭ 1682 William Forbes, Younger of Ludquhairn.

Seine Witwe heiratete 1658 Andrew Fraser, 3. Lord Fraser.